# Savciîne, Krîjopil
Savciîne (în ucraineană Савчине) este localitatea de reședință a comunei Savciîne din raionul Krîjopil, regiunea Vinnița, Ucraina.

## Demografie
Componența lingvistică a localității Savciîne
     Ucraineană (97,65%)
     Rusă (2,15%)
     Alte limbi (0,2%)
Conform recensământului din 2001, majoritatea populației localității Savciîne era vorbitoare de ucraineană (97,65%), existând în minoritate și vorbitori de rusă (2,15%).